# Lukas Frick
Lukas Frick (* 15. September 1994 in Züberwangen) ist ein Schweizer Eishockeyspieler, der seit Juli 2025 beim HC Davos aus der Schweizer National League unter Vertrag steht und dort auf der Position des Verteidigers spielt. Zuvor war Frick bereits für den EHC Kloten und den Lausanne HC in derselben Liga aktiv.

## Karriere
Frick durchlief nach dem Beginn seiner Eishockeykarriere in Wil die Nachwuchsabteilung des EHC Uzwil und machte dort die Trainer der Schweizer Juniorennationalmannschaft auf sich aufmerksam, für die er im Altersbereich U16 erstmals nominiert wurde. Frick sammelte zudem Erfahrung im Männerbereich und spielte für den EHC in der 1. Liga, der höchsten Amateurspielklasse des Landes. Im Sommer 2012 nahm er ein Vertragsangebot des EHC Kloten an und schaffte auf diese Weise den Sprung in die National League A (NLA).
Im April 2017 wechselte er innerhalb der NLA zum Lausanne HC und wurde mit dem Klub in den Frühjahren 2024 und 2025 Vizemeister. Im folgenden Sommer wurde Fricks Wechsel zum HC Davos bekannt, wo er einen Fünfjahresvertrag beginnend ab der Saison 2025/26 unterzeichnete.

### International
Im Februar 2015 wurde Frick erstmals ins Kader der Schweizer Nationalmannschaft berufen, nachdem er zuvor im Juniorenbereich lediglich an der U20-Junioren-Weltmeisterschaft 2014 teilgenommen hatte.
Sein erstes grosses Turnier für die A-Nationalmannschaft absolvierte der Verteidiger mit der Weltmeisterschaft 2018, bei der die Eidgenossen mit dem Gewinn der Silbermedaille einen der grössten Erfolge der Schweizer Eishockey-Geschichte feierten. Weitere Einsätze hatte Frick bei den Weltmeisterschaften der Jahre 2019 und 2021 sowie den Olympischen Winterspielen 2022 in Peking.

## Erfolge und Auszeichnungen
- 2014 Schweizer Vizemeister mit den Kloten Flyers
- 2017 Schweizer Cupsieger mit dem EHC Kloten
- 2024 Schweizer Vizemeister mit dem Lausanne HC
- 2025 Schweizer Vizemeister mit dem Lausanne HC

### International
- 2018 Silbermedaille bei der Weltmeisterschaft

## Karrierestatistik
Stand: Ende der Saison 2024/25

### International
Vertrat die Schweiz bei:
| - U20-Junioren-Weltmeisterschaft 2014 - Weltmeisterschaft 2018 - Weltmeisterschaft 2019 | - Weltmeisterschaft 2021 - Olympischen Winterspielen 2022 |

(Legende zur Spielerstatistik: Sp oder GP = absolvierte Spiele; T oder G = erzielte Tore; V oder A = erzielte Assists; Pkt oder Pts = erzielte Scorerpunkte; SM oder PIM = erhaltene Strafminuten; +/− = Plus/Minus-Bilanz; PP = erzielte Überzahltore; SH = erzielte Unterzahltore; GW = erzielte Siegtore; 1 Play-downs/Relegation; Kursiv: Statistik nicht vollständig)